# الدماء أكثر كثافة من الماء
الدماء أكثر كثافة من الماء (بالإنجليزية: Blood is thicker than water)‏ مثل إنجليزي من القرون الوسطى يعني أن الروابط العائلية ستكون دائمًا أقوى من روابط الصداقة أو الحب.